# Elin Boardy
Elin Boardy, född 8 juli 1979, är en svensk författare och bibliotekarie. 
Elin Boardy debuterade 2008 med romanen Allt som återstår, en historisk roman som utspelar sig på Orust kring sekelskiftet. Hon medverkade i Wahlström & Widstrands debutantologi Debut 2003 och är en av grundarna och redaktörerna för kulturtidskriften Fantasin.

## Biografi
Elin Boardy är född och uppvuxen i Göteborg. Hennes far är konstnär och  mamman bibliotekarie.                 Hon har studerat litteraturvetenskap och svenska vid Göteborgs universitet, gått på skrivarutbildning vid Skurups folkhögskola och vid Nordiska Folkhögskolan i Kungälv. Hon har också utbildat sig till bibliotekarie vid Högskolan i Borås och arbetar nu som ungdomsbibliotekarie på Lerums bibliotek. Förutom sitt eget skrivande leder hon kurser för barn och ungdomar som vill lära sig skriva. 
Under våren 2022 deltog hon i TV-frågesporten Kulturfrågan Kontrapunkt, som lagledare för det vinnande laget. 
Elin Boardy lever med filmaren Axel Danielsson.

## Priser och utmärkelser
- 2012 - Anna Sjöstedts resestipendium
- 2014 – Tidningen Vi:s litteraturpris
- 2017 - Göteborgs stads författarstipendium